# Володин, Александр Фёдорович
Александр Фёдорович Володин (25 ноября (8 декабря) 1914 года — 13 марта 1944 года) — советский офицер, участник Великой Отечественной войны. Старший инструктор политотдела 4-й гвардейской Овручской воздушно-десантной дивизии (40-я армия, 2-й Украинский фронт), гвардии капитан. Герой Советского Союза (1944 — посмертно).

## Биография
Володин Александр Фёдорович родился 25 ноября (8 декабря) 1914 года в городе Макарьев ныне Костромской области в семье рабочего. По национальности — русский. Член ВКП(б) с 1939 года. По окончании школы фабрично-заводского ученичества работал мотористом-механиком подвесной дороги.
В 1936 году был призван в Красную Армию. В 1939 году окончил Ленинградское военно-политическое училище. Участник советско-финской войны.
Участник Великой Отечественной войны с 1941 года. Воевал на Центральном, 2-м Украинском фронтах. Летом 1943 года в составе 4-й гвардейской воздушно-десантной дивизии принимал участие в контрнаступлении от Курской дуги до берегов Днепра. За участие в захвате и удержании важнейшего плацдарма на Днепре и Припяти гвардии капитан Володин был награждён орденом Красной Звезды.
Вскоре дивизия была переподчинена 60-й армии, действовавшей на плацдарме несколько южнее устья Припяти. После октябрьских и ноябрьских боёв на плацдарме и за бои при продвижении 60-й армии на запад гвардии капитан Володин был удостоен второго ордена — Отечественной войны 2-й степени.
Весной 1944 года гвардии капитан Володин умело направлял работу парторганизаций частей и спецподразделений дивизии на успешное выполнение боевых задач при подготовке и в ходе Уманско-Ботошанской операции. Предстояло форсировать крупные реки — Южный Буг, Днестр и множество малых, разлившихся рек. Поэтому политорганы обращали особое внимание воинов на обеспечение действий при переправах через водные преграды. По инициативе капитана Володина в подразделениях изучались памятки, в которых рассказывалось о способах преодоления рек сходу. Серьёзное внимание придавалось заблаговременной подготовке к умелому использованию подручных средств.
11 марта советские передовые отряды прошли с боем более 30 километров и овладели сёлами Джулинка и Гайворон. Рядом на рубеж реки Соб вышел 15-й воздушно-десантный полк 4-й воздушно-десантной дивизии.
Утром 13 марта Волдин в составе 15-й воздушно-десантного полка форсировал реку Соб в районе села Старый Дашев (ныне поселок Дашев Винницкой области Украины) и участвовал в боях по удержанию плацдарма. Когда в бою был убит замполит полка, гвардии капитан Волдин заменил его. Он сразу же ушёл в передовые боевые порядки, чтобы обеспечить успешное отражение немецких контратак, личным мужеством и храбростью воодушевлял бойцов на выполнение боевой задачи. Во время одной из наиболее яростных контратак немцев, когда дело дошло до рукопашной, гвардии капитан Володин поднял бойцов и пал в бою смертью храбрых.
Указом Президиума Верховного Совета СССР от 13 сентября 1944 года за образцовое выполнение боевых заданий командования на фронте борьбы с немецко-фашистским захватчиками и проявленные при этом мужество и героизм гвардии капитану Володину Александру Фёдоровичу посмертно присвоено звание Героя Советского Союза.
Похоронен в посёлке Дашев Ильинецкого района Винницкой области Украины.

## Награды
Награждён орденами Ленина, Отечественной войны II степени, Красной Звезды, медалью.

## Память
- Именем Волдина названы улица в городе Макарьеве, Первомайская средняя школа Макарьевского района.